# Demanufacture
Demanufacture je druhé studiové album americké skupiny Fear Factory. Album vyšlo 13. června 1995.

## Seznam skladeb
| Pořadí         | Název                                 | Délka |
| -------------- | ------------------------------------- | ----- |
| 1.             | Demanufacture                         | 4:12  |
| 2.             | Self Bias Resistor                    | 5:12  |
| 3.             | Zero Signal                           | 5:57  |
| 4.             | Replica                               | 4:01  |
| 5.             | New Breed                             | 2:49  |
| 6.             | Dog Day Sunrise (Head of David cover) | 4:45  |
| 7.             | Body Hammer                           | 5:05  |
| 8.             | Flashpoint                            | 2:53  |
| 9.             | H-K (Hunter-Killer)                   | 5:17  |
| 10.            | Pisschrist                            | 5:25  |
| 11.            | A Therapy for Pain                    | 9:43  |
| Celková délka: | Celková délka:                        | 55:12 |

Limited Edition Digipak (Europe & Australia)
| Pořadí         | Název                                  | Délka   |
| -------------- | -------------------------------------- | ------- |
| 12.            | Your Mistake (Agnostic Front cover)    | 1:29    |
| 13.            | ¡Resistancia!                          | 2:54    |
| 14.            | New Breed (Revolutionary Designed Mix) | 2:59    |
| Celková délka: | Celková délka:                         | 1:02:45 |

Limited Edition Digipak (USA & Canada)
| Pořadí         | Název                        | Délka   |
| -------------- | ---------------------------- | ------- |
| 15.            | Replica (Electric Sheep Mix) | 3:58    |
| Celková délka: | Celková délka:               | 1:06:44 |

Remastered Special Edition (2005)

#### Disk 1
| Pořadí         | Název                                  | Délka   |
| -------------- | -------------------------------------- | ------- |
| 12.            | Your Mistake (Agnostic Front cover)    | 1:30    |
| 13.            | ¡Resistancia!                          | 2:55    |
| 14.            | Concreto                               | 3:30    |
| 15.            | New Breed (Revolutionary Designed Mix) | 2:59    |
| 16.            | Manic Cure                             | 5:09    |
| 17.            | Flashpoint (Chosen Few Mix)            | 4:09    |
| Celková délka: | Celková délka:                         | 1:15:30 |

Dne 7. června 2005 vyšla nově remasterovaná „speciální edice“ Demanufacture ve zcela novém dvoudiskovém digipaku. Demanufacture (Special Edition) bylo vydáno v rámci série reedicí k 25. výročí Roadrunner Records.
Disk 1 obsahuje remasterované album Demanufacture spolu s bonusovými skladbami.
Disk 2 obsahuje remasterované album Remanufacture – Cloning Technology spolu s bonusovými skladbami z remixových sessions Remanufacture.